# ホリタタカシ
ホリタ タカシ（7月7日 - ）は、日本のグラフィックデザイナー。出身地は北海道。
アパレルメーカーにプレスとして勤務後に、グラフィックデザイナーとして独立した。アパレルブランドのTシャツデザインを請け負うほか、独自ブランド「Anthology」も立ち上げている。アパレル関係以外にも、インテリアやCDジャケットなどのデザインも手掛けている。2003年春に、雑誌『米国音楽』で注目ブランドとして紹介された。同年開催のディーラボ東京にも出品している。

## 作品
- バンドSPOONY（ボーカル：横山優貴）とのコラボレーションTシャツ
- Tommy heavenly6のCDジャケット
- 藤井隆のCDジャケット
- Wiiソフト「ラビッツ・パーティー」ジャケット

## 関連資料
- 『Spoon.』2009年10月号 - ケアベア特集の一部としてインタビュー掲載。